# Hollie Webb
Hollie Pearne-Webb (Belper, 19 de setembro de 1989) é uma jogadora de hóquei sobre a grama britânica que atuou pela seleção do Reino Unido, campeã olímpica em 2016.